# اچ. فاولر میر
اچ. فاولر میر (انگلیسی: H. Fowler Mear؛ ۱۶ ژوئن ۱۸۸۸ – مه ۱۹۸۵) فیلم‌نامه‌نویس بریتانیایی بود. او چند سال را در تویکنهام فیلم استودیوز گذارند و در آنجا کارهای او «کارآمد ولی فاقد نوآوری» توصیف شده‌اند.

## گزیده فیلم‌شناسی
- هزینه یک بوسه (۱۹۱۷)
- مرواریدهای قرمز (۱۹۳۰)
- قهوه سیاه (۱۹۳۱)
- تا سه نشه بازی نشه (۱۹۳۱)
- پایان خوش (۱۹۳۱)
- بن‌بست (۱۹۳۱)
- سایه (۱۹۳۳)
- چتر (۱۹۳۳)
- لرد اجور می‌میرد (۱۹۳۴)
- آخرین سفر (۱۹۳۶)

## کتابشناسی
- Richards, Jeffrey (ed.). The Unknown 1930s: An Alternative History of the British Cinema, 1929- 1939. I.B. Tauris & Co, 1998.